# Matilde Conesa
Matilde Conesa Valls (Madrid, 13 de abril de 1928-Madrid, 29 de marzo de 2015) fue una actriz de voz española. De voz grave e inconfundible, es una de las figuras más emblemáticas de la historia de la radio en España. Sus trabajos más recordados son la voz de Matilde en el serial radiofónico Matilde, Perico y Periquín, así como la voz de Lisa en David, el gnomo y la bruja Avería en el programa La bola de cristal, además de una extensa carrera en el doblaje.

## Biografía

### Radio
Actriz forjada sobre todo en el medio radiofónico, estudió declamación en el Real Conservatorio de Madrid con Carmen Seco. Se inicia en la interpretación a través del Teatro Español Universitario y de Radio SEU.
Según declaró en 1973 llegó a la radio porque siendo tan joven era una manera de soslayar los problemas que por razones de índole moral, sus padres se oponían a que desarrollara una carrera normal de cine y teatro. En 1947 ingresa en el cuadro de actores de Radio Madrid. Permanecería 40 años en la Cadena SER. Desde esa misma temporada interviene en la adaptación radiofónica de Los Episodios Nacionales, de Benito Pérez Galdós.
Desde principios de los años cincuenta destacó en radionovelas como Lo que nunca muere (1952), de Guillermo Sautier Casaseca. Pero el personaje que le dio su mayor gloria fue el de Matilde en el serial Matilde, Perico y Periquín, que se emitió entre 1954 y 1971. El país entero se paralizaba para escuchar las aventuras y desventuras de esa familia modelo que acompañó a los oyentes españoles durante cerca de veinte años. También participó, desde 1959, en la popular Ama Rosa.
Con posterioridad, ya en 1982, sustituiría a su compañera Juana Ginzo, tras la jubilación de esta, en el papel de Candelaria, en el último gran serial de la historia de la radio española, La saga de los Porretas, también en la Cadena SER.

### Cine y televisión
Durante toda su trayectoria profesional, Conesa hizo compatible su actividad en la radio con el doblaje de cine y televisión. 
En la pantalla grande puso voz en castellano a actrices de la talla de Bette Davis (Jezabel, La carta, La loba), Lauren Bacall (Asesinato en el Orient Express, Dogville) y Anne Bancroft (Las seductoras). Además, dobló a actrices españolas como Katia Loritz en Las chicas de la Cruz Roja o La Polaca en Las secretarias e hizo la voz de Úrsula en La sirenita.
En televisión prestó su voz en documentales culturales como Si las piedras hablaran (1972), dando lectura a guiones de Antonio Gala y ha intervenido en las series de dibujos animados Vickie, el vikingo (1975), D'Artacán y los tres mosqueperros (1982), David, el gnomo (1985) y La corona mágica (1990). También fue la voz de la Bruja Avería (1984-1988) en La bola de cristal o de Angela Channing (Jane Wyman) en Falcon Crest.
En cuanto a sus apariciones frente a la cámara, en 1995 intervino en el programa Vaya nochecita, dando vida junto a María Isbert a una de las tías del presentador Pepe Carrol y un año después participó en la fugaz serie de La 2 Tocao del ala, con Ferran Rañé. En los años 2000 y 2006 actuó en dos capítulos de El comisario.

## Vida privada
Tras el fallecimiento de su primer marido Agustín Osuna, contrajo matrimonio, con el actor Julio Montijano García (1913-1982) en 1956.  Madre de la también actriz de doblaje Carolina Cristina Montijano Conesa, casada con el actor José Luis Gil.

## Premios
- 1955, Premio Ondas. Nacionales de radio. Mejor actriz.[8]
- 1971, Premio Ondas. Nacionales de radio. Mejor actriz.[9]
- 1999, Premio Ondas. Especial a toda una vida.[10]
- 2006, Premio de la Unión de Actores, Premio especial Una vida de doblaje.[11]
- 2014, Medalla de Oro de la Academia Española de la Radio, coincidiendo con la celebración del Día Mundial de la Radio.

- La ciudad de Ponferrada le dedicó una calle en reconocimiento a su carrera en las ondas en el nuevo barrio La Rosaleda.[12]